# 新潟縣公安委員會
新潟縣公安委員会（日语：／ Niigataken kō'an-i'inkai */?）是由新潟縣知事所轄，負責管理新潟縣警察的行政委員會，由5名委員組成。

## 委員
- 委員長
  - 小熊廸義
- 委員
  - 阿部隆
  - 小林彰
  - 津野敏江
  - 小川和明

## 下部組織
- 新潟縣警察

## 外部連結
- 新潟県公安委員会[]